# Engelram VII van Coucy
Engelram VII  (ook  Ingelram VII, Frans: Enguerrand VII de Coucy) (?, 1340 - Bursa (Turkije), 18 februari 1397) was de laatste heer van Coucy en schoonzoon van koning Eduard III van Engeland.

## Biografie
In 1346 erfde Engelram VII de titel van heer van Coucy toen zijn vader, Engelram VI van Coucy tijdens de Slag bij Crécy sneuvelde. Zijn moeder, Catharina van Habsburg stierf in 1348 of 1349 door de pest. Coucy trok op vijftienjarige leeftijd voor het eerst ten strijde tegen Engeland. Op achttienjarige leeftijd was hij de aanvoerder van het adellijke leger dat met succes de Jacquerie neersloeg.
In 1359 werd Engelram als gijzelaar naar Engeland gestuurd nadat de Engelsen koning Jan II van Frankrijk gevangen hadden genomen. Daar ontmoette hij koning Eduard III, en zijn dochter Isabella van Engeland. Vier jaar later gaf Eduard reeds al zijn bezittingen in Yorkshire, Lancashire, Westmoreland en Cumberland, die hij van zijn overgrootmoeder had geërfd, terug aan Engelram. Of Eduard dit deed om Engelram voor zich te winnen, of omdat hij hem aardig was gaan vinden, is niet duidelijk. 
Engelram ontketende in 1375 de Gugleroorlog door met 22.000 soldaten Zwitserland binnen te vallen, waar hij zich zonder militair succes maar louter door plunderingen wist te verrijken. Zeven jaar later was hij ook betrokken bij de onderdrukking van de Vlaamse opstand, die een einde kende bij de Slag bij Westrozebeke. In 1384 werd hij naar Napels gestuurd om de zieltogende campagne van  Lodewijk I van Anjou alsnog te redden, echter tevergeefs. Vier jaar later werd hij benoemd tot 'Groot Keldermeester van  Frankrijk', waardoor hij ook de eerste niet-geestelijke voorzitter van de koninklijke rekenkamer werd. 
In 1390 nam hij deel aan de Kruistocht tegen Mahdia en zes jaar later participeerde Engelram ook in de volgende kruistocht die eindigde in de Slag bij Nicopolis. Hierbij werd hij ook gevangen genomen. Engelram VII liet het bestaande kasteel in Villeneuve-lès-Soissons afbreken om er een kloostergemeenschap van broeders Celestijnen te stichten, die voor hem zouden bidden tijdens zijn op handen zijnde kruistocht. Hij liet een klooster, een kerk en een refectorium bouwen voor twaalf religieuzen. Hij stierf echter vooraleer de abdij voltooid was. Zijn dochter Maria, verkocht het graafschap Soissons aan Lodewijk I van Orléans in 1404, met de vraag om het project van haar vader af te werken. In 1408 werd de Priorij van de Heilige Drievuldigheid in gebruik genomen voor achttien religieuzen.

### Huwelijk en kinderen
Tijdens zijn gijzelaarschap in Engeland maakte hij kennis met de dochter van koning Eduard III, Isabella van Engeland. Op 27 juli 1365 trouwde hij met Isabella in Engeland. Naast een bruidsschat van 4000 Engelse ponden, ontving Engelram  het graafschap Soissons, omdat de graaf van Soissons, Gwijde II van Blois, zijn losgeld niet kon betalen. Het graafschap werd verkocht aan Eduard III, die het daarna aan Engelram gaf.  

#### Eerste huwelijk
Op 11 mei 1366 deelde de kanselier Simon Langham de edelen en de burgers in het Parlement, in aanwezigheid van Eduard, mede "dat de koning zijn dochter ten huwelijk had geschonken aan de heer van Coucy die aanzienlijke landerijen in Engeland en elders bezat en omdat hij zo nauw met de vorst was verbonden, was het gepast dat de koning zijn naam en eer zou verheffen en vergroten en hem tot graaf zou verheffen." Later werd hij  benoemd tot graaf van Bedford, en ontving hij de bijbehorende landerijen. Om de eer te voltooien werd Engelram ook geïnstalleerd in de Orde van de Kousenband.
In april 1366 werd zijn eerste dochter Maria van Coucy gedoopt. Zij trouwde met Hendrik van Marle. 
Een jaar later zag zijn tweede dochter, Filippa van Coucy  (1367-1411), het levenslicht. Zij trouwde met Robert de Vere.
In juli 1367 keerde hij  - samen met zijn vrouw en zijn twee dochters - naar Frankrijk terug om zijn Franse belangen te behartigen.

#### Tweede huwelijk
Engelram VII trouwde met zijn tweede vrouw, Isabella van Lotharingen (de dochter van Jan I van Lotharingen) en had een dochter met haar : Isabella van Coucy (1386-1411). Zij trouwde met  Filips van Nevers.

### Dood en opvolging
Op 16 februari 1397 werkte hij zijn testament af en benoemde Godfried Maupoivre en Jacques d'Amance tot uitvoerders van zijn laatste wil, aangevuld met de graaf van Eu, Boucicaut en Guy de Trémoille voor hulp en goede raad. Bovendien traden Jacques de la Marche en zes andere Franse ridders op als getuigen en ondertekenaars van het document. 
Twee dagen later stierf hij in Bursa. Het is niet zeker of hij nog in gevangenschap was bij zijn dood , omdat er een borgstelling was betaald door Francesco Gattilusio, de Genuese heer van Mitylene(Lesbos) - volgens Froissart een 'verwant' van Coucy.
Het duurde twee maanden voordat in Parijs bekend werd dat Coucy overleden was. Robert d'Esne en na hem Jacques de Willay vernamen het in Venetië toen zij op weg waren naar het Midden-Oosten. In april 1398 bracht Willay het gebalsemde hart en het stoffelijk overschot mee terug. Pas toen kreeg zijn vrouw bericht dat haar man overleden was. De uitvaartplechtigheid  werd geleid door de bisschoppen van Noyon en Laon, het stoffelijk overschot werd in een indrukwekkend graf in Nogent ter aarde besteld en het hart in de door hem gebouwde heilige drievuldigheidskerk  van de abdij van Villeneuve-lès-Soissons waar de plaats is aangegeven door een gedenkplaat waarop een hart gegraveerd staat, met daaronder het wapenschild van Coucy.  
Zijn landerijen vielen toe aan zijn oudste dochter Maria van Coucy. 

## Voorouders
| Overgrootouders | Engelram V van Coucy (1255-1321) ∞ Christina van Bailleul (–)           | Engelram V van Coucy (1255-1321) ∞ Christina van Bailleul (–)           | Gwijde IV van Saint-Pol (–1317) ∞ Maria van Bretagne (1268-1339)        | Gwijde IV van Saint-Pol (–1317) ∞ Maria van Bretagne (1268-1339)        | Albrecht I (rooms-koning) (12955-1308) ∞ 1276 Elisabeth van Karintië (1262–1313) | Albrecht I (rooms-koning) (12955-1308) ∞ 1276 Elisabeth van Karintië (1262–1313) | Amadeus V van Savoye (1249-1323) ∞ Maria van Brabant (1278-1338)        | Amadeus V van Savoye (1249-1323) ∞ Maria van Brabant (1278-1338)        | Amadeus V van Savoye (1249-1323) ∞ Maria van Brabant (1278-1338) | Amadeus V van Savoye (1249-1323) ∞ Maria van Brabant (1278-1338) |
| Grootouders     | Willem van Coucy (1288-1335) ∞ Isabella van Châtillon (1262–1313)       | Willem van Coucy (1288-1335) ∞ Isabella van Châtillon (1262–1313)       | Willem van Coucy (1288-1335) ∞ Isabella van Châtillon (1262–1313)       | Willem van Coucy (1288-1335) ∞ Isabella van Châtillon (1262–1313)       | Leopold I van Habsburg (1290-1326) ∞ Catharina van Savoye (1284-1336).           | Leopold I van Habsburg (1290-1326) ∞ Catharina van Savoye (1284-1336).           | Leopold I van Habsburg (1290-1326) ∞ Catharina van Savoye (1284-1336).  | Leopold I van Habsburg (1290-1326) ∞ Catharina van Savoye (1284-1336).  |                                                                  |                                                                  |
| Ouders          | Engelram VI van Coucy (1313-1346) ∞ Catharina van Habsburg (1320-1349). | Engelram VI van Coucy (1313-1346) ∞ Catharina van Habsburg (1320-1349). | Engelram VI van Coucy (1313-1346) ∞ Catharina van Habsburg (1320-1349). | Engelram VI van Coucy (1313-1346) ∞ Catharina van Habsburg (1320-1349). | Engelram VI van Coucy (1313-1346) ∞ Catharina van Habsburg (1320-1349).          | Engelram VI van Coucy (1313-1346) ∞ Catharina van Habsburg (1320-1349).          | Engelram VI van Coucy (1313-1346) ∞ Catharina van Habsburg (1320-1349). | Engelram VI van Coucy (1313-1346) ∞ Catharina van Habsburg (1320-1349). |                                                                  |                                                                  |